# Liste der Kulturgüter in Hausen AG
Die Liste der Kulturgüter in Hausen enthält alle Objekte in der Gemeinde Hausen im Kanton Aargau, die gemäss der Haager Konvention zum Schutz von Kulturgut bei bewaffneten Konflikten, dem Bundesgesetz vom 20. Juni 2014 über den Schutz der Kulturgüter bei bewaffneten Konflikten sowie der Verordnung vom 29. Oktober 2014 über den Schutz der Kulturgüter bei bewaffneten Konflikten unter Schutz stehen.
Objekte der Kategorie A sind im Gemeindegebiet nicht ausgewiesen, Objekte der Kategorie B sind vollständig in der Liste enthalten, Objekte der Kategorie C fehlen zurzeit (Stand: 1. Januar 2023).

## Kulturgüter
| Foto | | Objekt | Kat. | Typ | Standort               | Beschreibung |
| ---- | --- | --- | ---- | --- | ---------------------- | --- |
| ja   | Datei hochladen · Wikidata zu Neuquartier-im Winkel; wasserführende römische Wasserleitung nach Vindonissa (Teilstück Gemeinde Hausen) (Q105440350) | Neuquartier / Im Winkel (wasserführende römische-mittelalterliche Wasserleitung nach Vindonissa) KGS-Nr.: 15419 | A    | F   | Heuweg 658191 / 256797 | Das Objekt liegt zu Teilen auf dem Gemeindegebiet von Hausen und von Windisch (KGS-Nr. 282).                       |
| ja   | Datei hochladen · Wikidata zu Stück-Soorematte; tote römische Wasserleitung nach Vindonissa (Teilstück Gemeinde Hausen) (Q105441152)                | Stück / Soorematte (nicht Wasser führende römische Wasserleitung nach Vindonissa) KGS-Nr.: 15420                | B    | F   | Heuweg 658421 / 256230 | Das Objekt liegt zu Teilen auf dem Gemeindegebiet von Hausen, Lupfig (KGS-Nr. 15557) und Windisch (KGS-Nr. 16884). |